# Сайн-Витгенштейн-Берлебург, Александра
Александра Сайн-Витгенштей-Берлебург (дат. Alexandra af Sayn-Wittgenstein-Berleburg; род. 20 ноября 1970, Копенгаген) — член датской королевской семьи, старшая дочь принцессы Бенедикты и принца Рихарда Сайн-Витгенштейн-Берлебургского.

## Биография
Александра Сайн-Витгенштей-Берлебург родилась 20 ноября 1970 года в Копенгагене в семье принцессы Бенедикты и её супруга Рихарда Сайн-Витгенштейн-Берлебургского. У неё есть старший брат принц Густав (род. 1969) и младшая сестра принцесса Натали (род. 1975).
19 мая 1998 года Александра получила датское гражданство, но она исключена из линии престолонаследия, поскольку её школьные годы прошли в Германии.
В течение многих лет принцесса сотрудничала с ЮНЕСКО в целях популяризации всемирного наследия во всем мире, она неоднократно посещала Пакистан.

## Семья
6 июня 1998 года вышла замуж за графа Джефферсона фон Пфайля и Кляйн-Элльгута, свадебная церемония прошла во дворце Гростен. У пары двое детей:
- Граф Фридрих Ричард Оскар Джефферсон фон Пфайль и Кляйн-Элльгут (род. 14 сентября 1999)[3];
- Графиня Ингрид Александра Ирма Астрид Бенедикта фон Пфайль и Кляйн-Элльгут (род. 16 августа 2003)[3].

В мае 2017 года супруги развелись после почти 19 лет брака. 
18 мая 2019 года во второй раз вышла замуж, её избранником стал граф Михаэль Ахлефельдт-Лаврвиг-Билле.